# Marian Kosiński
Marian Kosiński (ur. 4 grudnia 1945 w Tarnowskich Górach, zm. 21 kwietnia 2021) – piłkarz, grał na pozycji środkowego obrońcy. Od 1992 pracował w Zespole Szkół Budowlanych w Mielcu jako nauczyciel wychowania fizycznego.

## Kariera piłkarska
Był wychowankiem Gwarka Tarnowskie Góry. Dwukrotny mistrz Polski w barwach Stali Mielec. W jej barwach rozegrał 263 mecze w I lidze (2. miejsce w historii Stali, po Grzegorzu Lacie) i strzelił 2 bramki. Karierę zawodniczą zakończył w 1980. Znalazł się w "11" wszech czasów Stali Mielec.
| Lata gry  | Klub                             |
| --------- | -------------------------------- |
| do 1969   | Gwarek Tarnowskie Góry (A-klasa) |
| 1969-1980 | Stal Mielec                      |

## Kariera trenerska
Od 1980 zajął się pracą szkoleniową. Równocześnie dokształcał się, ukończył Technikum Mechaniczne w Mielcu, a następnie dwustopniowe studia w AWF w Katowicach, uzyskując w 1989 tytuł magistra wychowania fizycznego i trenera piłki nożnej II klasy.
| Lata trenowania | Klub                           |
| --------------- | ------------------------------ |
| 1980-81         | Stal Mielec (asystent trenera) |
| 1982/83         | Stal Mielec (I trener)         |
| 1989/90         | Stal Mielec (I trener)         |
| 1989/90 i 91/92 | Karpaty Krosno                 |